# Lorenzo Galossi
Lorenzo Galossi (né le 25 mai 2006 à Rome) est un nageur italien.

## Biographie
Entraîné par Christian Minotta, dans un groupe qui comprend également Simona Quadarella, au club romain Circolo Canottieri Aniene, le jeune Gregorio Paltrinieri, 16 ans,  s'illustre à l’été 2022 en remportant deux titres lors des championnats d'Europe juniors organisés en Romanie sur les distances de 400 m et 800 m nage libre. Un mois plus tard, lors des championnats d'Europe, il participe au relais italien du 4 × 200 m nage libre qui remporte une médaille d'argent. Individuellement, il s'illustre sur le 800 m nage libre, entrant en finale avec le quatrième meilleur temps, il remporte la médaille de bronze sur la distance en battant le record du monde junior avec un temps de 7 min 43 s 37,.